# Erlte

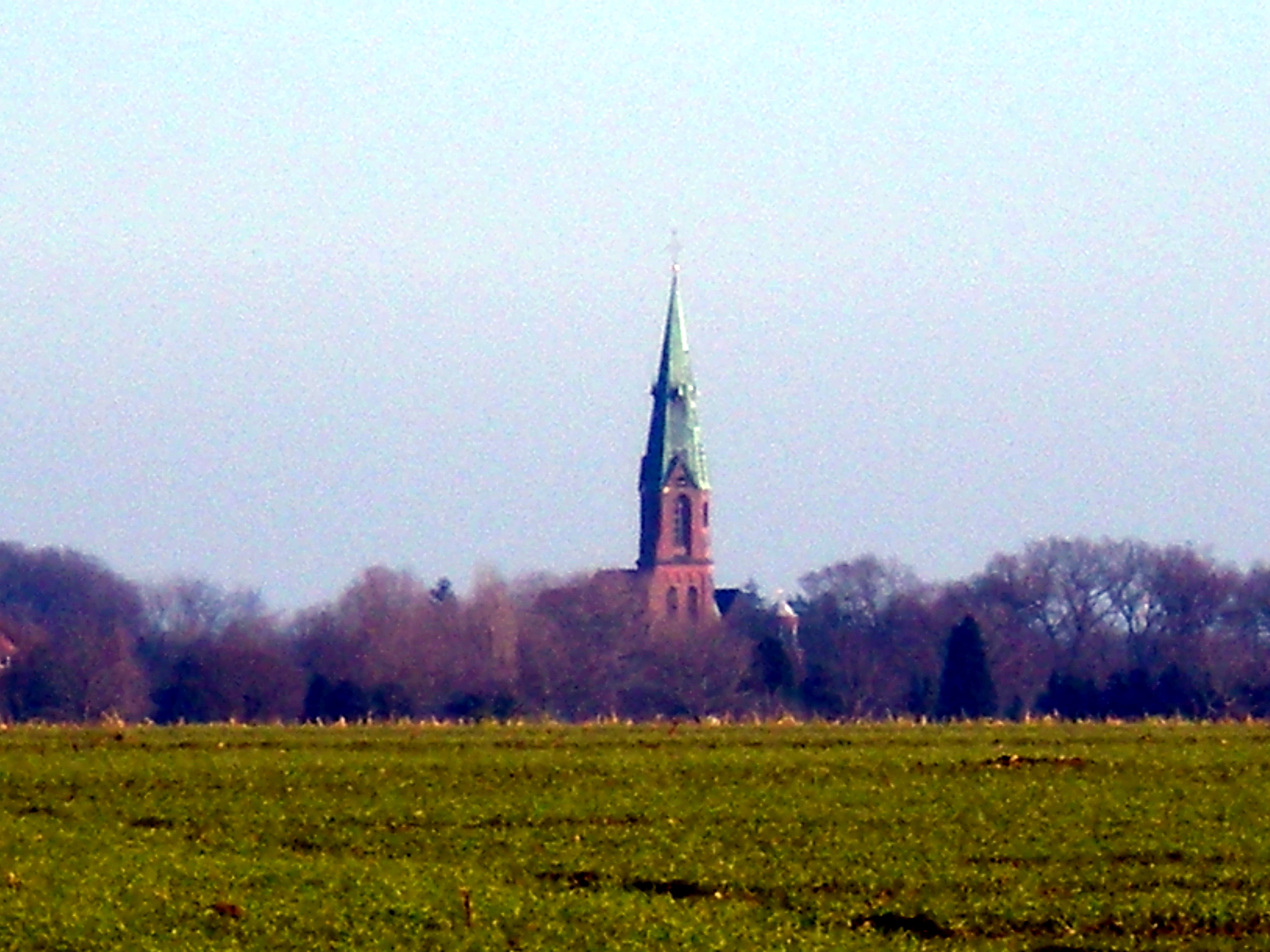
Blick vom Erlter Esch auf Visbek

Erlte ist eine Bauerschaft im Westen der Gemeinde Visbek – im südoldenburgischen Landkreis Vechta in Niedersachsen.

## Geographie und Topographie
Der Visbeker Ortsteil Erlte liegt in der Cloppenburger Geest – etwa zwei Kilometer südwestlich des Visbeker Ortskerns – und erstreckt sich hauptsächlich nördlich der das Dorf durchschneidenden Landesstraße L 873 nach Schneiderkrug. Ein Teil der Ortschaft liegt südlich dieser Straße. Erlte ist eine sogenannte Streusiedlung mit unterschiedlich weit auseinanderliegenden Häusern und Bauernhöfen auf einer Fläche von 782 Hektar. Als topographische Besonderheit durchschneidet die Weser-Ems-Wasserscheide den südlichen Teil der Bauerschaft, etwa von der Landesstraße L 873 in Höhe Abzweig Meyerhöfen Richtung Südost bis zum Wohnplatz Feldhaus Fels, und von dort Richtung Ostnordost über die Flur Hundenschlatt und entlang der Kreisstraße K 334 (Visbeker Damm) bis zur östlich des Visbeker Damms gelegenen Flur Fahrenfeldskämpe.

## Demographie und Bildung
Erlte hat derzeit unter 100 Haushaltungen bei einer Bevölkerung von gut 390 Einwohnern (Stand Jan. 2024). Eine Schule gibt es im Ort seit 1949. Sie wurde anfangs als zweiklassige Grund- und Hauptschule (Volksschule) geführt, und schließlich 1977 mit der Schule der Nachbarbauerschaft Hagstedt zu einer Grundschule vereinigt.

## Geschichte
Erlte wurde urkundlich erstmals im 9. Jahrhundert als Ivorithi erwähnt, eine weitere mittelalterliche Nennung als Erelithe stammt aus dem 11. Jahrhundert. Zuvor hatte ab dem späten 8. Jahrhundert Karl der Große die Sachsenmissionierung im hiesigen Lerigau sowie im Hase- und Venkigau betrieben, deren regionaler Ausgangspunkt die seinerzeit in Visbek gegründete Benediktinerabtei cellula fiscbechi war. Eine systematische amtliche Kartierung der Höfe und Flurstücke des Dorfes wurde erstmals in napoleonischer Zeit im Jahr 1808 angefertigt.

## Verwaltung der Bauerschaft
Erlter Bezirksvorsteher ist André Burhorst.

## Öffentlicher Personennahverkehr
Im Rahmen der Verkehrsgemeinschaft Landkreis Vechta ist Erlte durch die Buslinien von Moobilplus Landkreis Vechta (moobil+) in den ÖPNV des Oldenburger Münsterlandes eingebunden.

## Wirtschaft

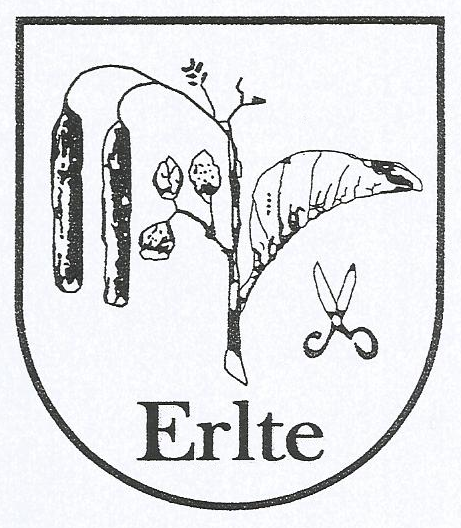
Das Erlter Wappen – mit Erlenzweig („Erelithe“) und Schneiderschere

Der Ort ist landwirtschaftlich geprägt. Die meisten Betriebe haben sich in den vergangenen Jahrzehnten spezialisiert. Es wird überwiegend Schweinehaltung betrieben, aber auch Rindviehhaltung und Mastgeflügelhaltung sind vorhanden. Im Land- und Obstbau prägen ausgedehnte Erdbeerfelder die flache Geestlandschaft. Bei den Handwerksbetrieben bildet das Bauhandwerk einen Schwerpunkt. Darüber hinaus gibt es im Ort einen Gasthof mit Saal- und Hotelbetrieb nebst Ferienwohnungen. Die einstmals vielen, ab 1842 gegründeten Schneiderwerkstätten, auf welche die Schere im Ortswappen verweist und die dem Dorf den Namen Schneiderstadt eintrugen, haben ihren Betrieb schon lange aufgegeben.

## Leben im Dorf
In Erlte sind etliche Vereinen und Gruppierungen aktiv, so auch ein Schützen- und ein Fußballverein. Gepflegt werden Bräuche wie das Osterfeuer, das Pfingstbaumsetzen, der Feldbegang und das Erntedankfest. Treffpunkt ist meist die zentral gelegene einzige Gaststätte des Ortes. Ein Lebensmittelgeschäft wurde 1986 geschlossen.
Im Jahre 1975 nahm der Ort am Bundeswettbewerb Unser Dorf soll schöner werden teil, erhielt eine Goldmedaille und präsentiert sich seither als gepflegtes Golddorf. Nicht zuletzt der immer weiter fortgeführten Verschönerungsaktionen wegen gilt Erlte heute als attraktiver Wohnort.

## Naturschutzgebiet
Im Westen grenzt Erlte an die südwestlichen Ausläufer des Naturschutzgebietes Bäken der Endeler und Holzhauser Heide an.